# 加兰 (法国)
加兰（法語：Garein，法語發音：[ɡaʁɛ̃]）是法国朗德省的一个市镇，属于蒙德马桑区。

## 地理
加兰（44°2'48"N, 0°39'6"W）面积57.1 平方千米，位于法国新阿基坦大区朗德省，该省份为法国西南部沿海省份，是法國本土面积第二大的省，北起吉倫特省，西临大西洋，南至大西洋比利牛斯省，东临热尔省，东北与洛特-加龍省接壤。
与加兰接壤的市镇（或旧市镇、城区）包括：布罗卡、塞尔、热卢克斯、吕格隆、韦尔、伊戈圣萨蒂尔南。

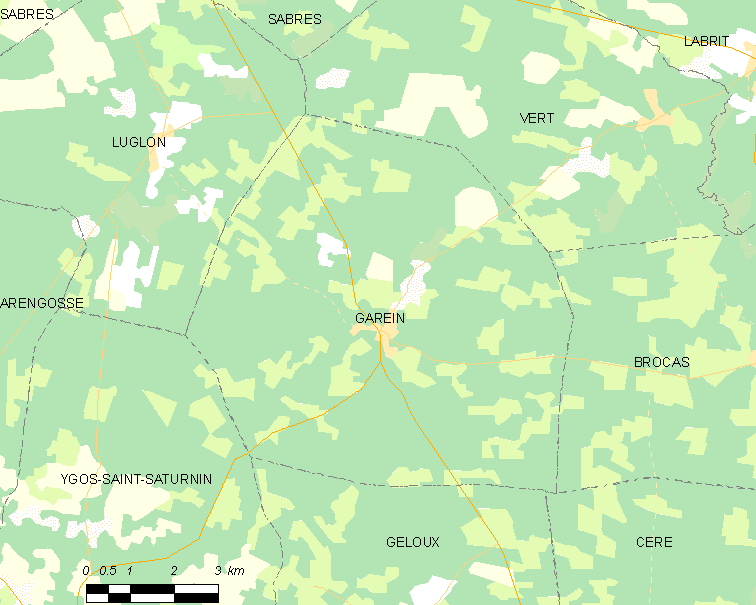
的OSM定位图

加兰的时区为UTC+01:00、UTC+02:00（夏令时）。

## 行政
加兰的邮政编码为40420，INSEE市镇编码为40105。

## 政治
加兰所属的省级选区为上朗德-阿马尼亚克县。

## 人口

1962-2008年间人口变化图示

加兰于2022年1月1日时的人口数量为426人。